# Александрія Лутітт
Александрія Лутітт (англ. Alexandria Loutitt, нар. 7 січня 2004) — канадська стрибунка з трампліна, чемпіонка світу, бронзова призерка Олімпійських ігор 2022 року.

## Олімпійські ігри
| Рік  | Місто        | НТ  | ЗК |
| ---- | ------------ | --- | -- |
| 2022 | Пекін, Китай | DSQ | 3  |